# Lacs Gokyo

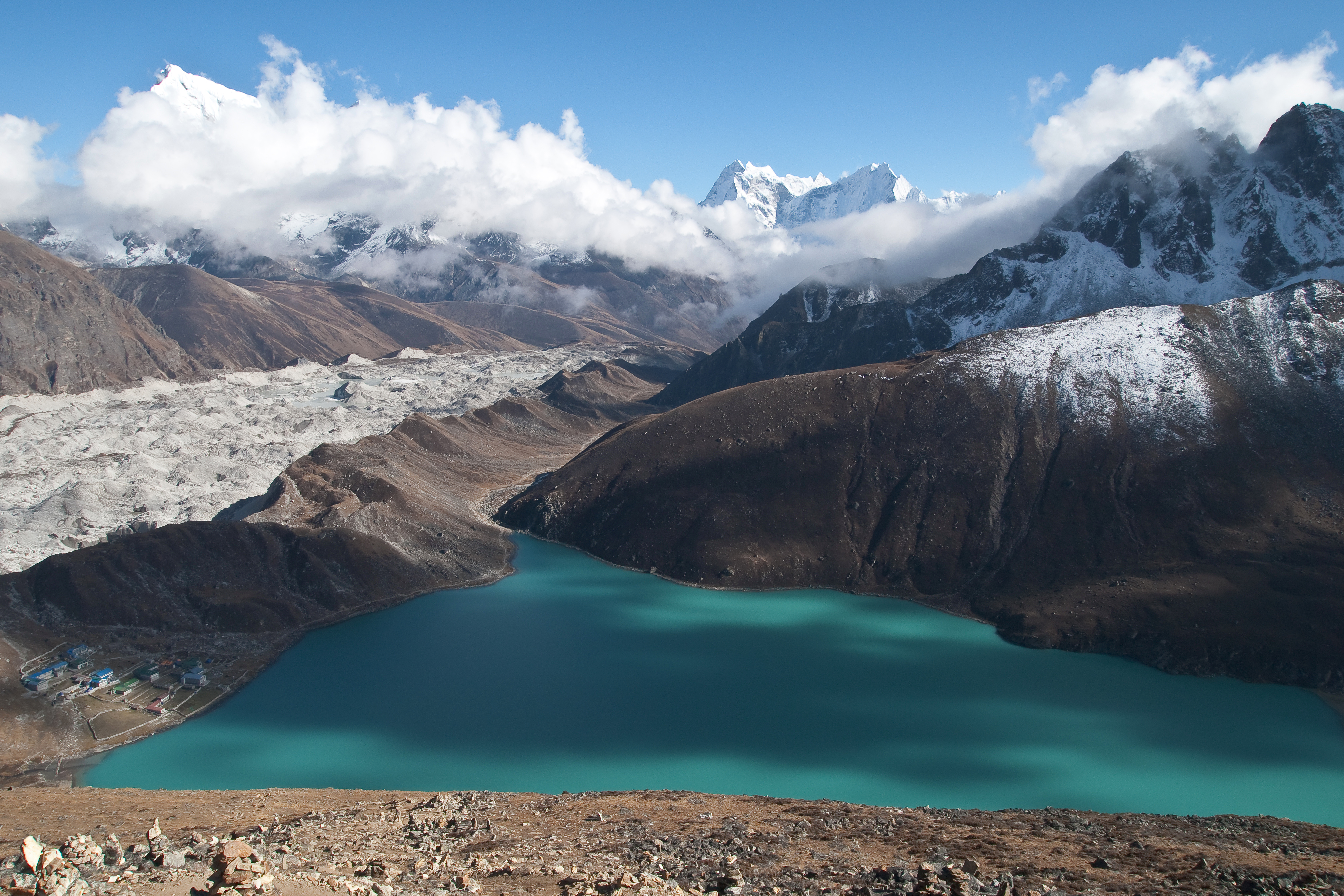
Lac Gokyo.

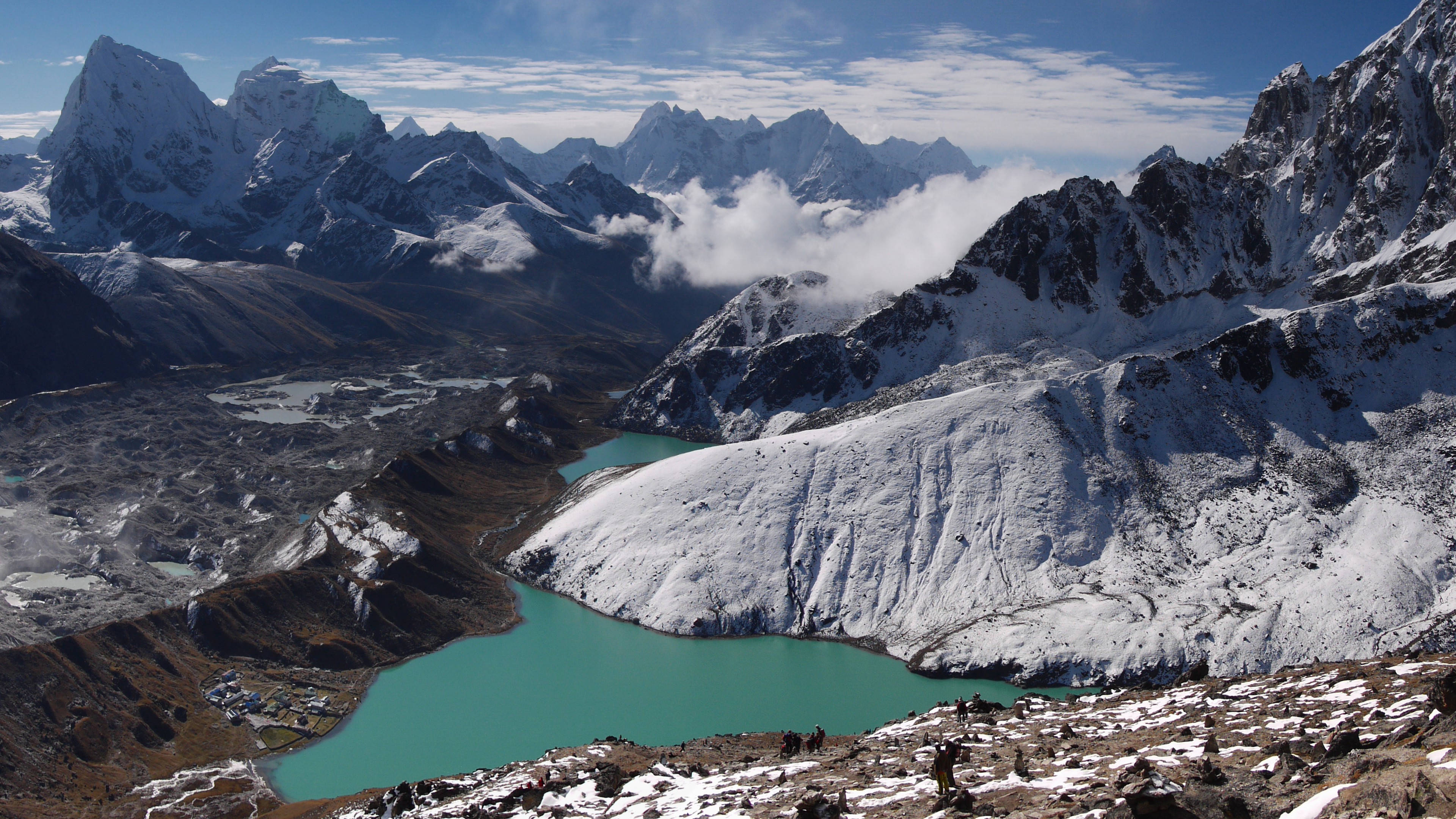
Lac Gokyo encore. Mai 2018.

Les lacs Gokyo sont des lacs oligotrophes situés dans le parc national de Sagarmatha au Népal, à une altitude comprise entre 4 700 et 5 000 m. Les lacs sont situés à proximité du village de Khumjung dans le district de Sagarmatha dans la région de Solukhumbu au nord-est du Népal.  
Ces lacs, qui sont les plus élevés au monde, comprennent six principaux lacs, dont le lac Thonak Cho est le plus grand.  
Le 23 septembre 2007, les lacs Gokyo et les zones humides associées soit 7 770 ha ont été classés comme sites de la convention de Ramsar,.

## Description des lacs
Thonak Cho est le plus grand lac avec une superficie de 65 ha. Viennent ensuite Gokyo Cho, aussi appelé Dudh Pokhari (42,9 ha), Gyazumpa Cho (29 ha), Tanjung Cho avec une superficie de (17 ha) et Ngojumba Cho (14,4 ha). 

En tant que sources d'eau douce permanente, ils ont une grande valeur hydrologique. Ils reçoivent les eaux provenant de diverses origines, telles que des infiltrations provenant du glacier Ngozumpa, un ruisseau venant du col de La Renjo au nord-ouest et un autre provenant du glacier Ngozumpa à l'Est. L'eau s'évacue par la rivière Dudh Kosi à travers les lacs Taujon et Longabanga. Il n'y a pas de connexion directe entre les lacs mais ces lacs peuvent être connectés via l'eau d'infiltration souterraine. Le système est naturellement vulnérable car il est situé dans une zone écologiquement fragile et instable. Le dévalement du glacier Ngozumpa est toujours une menace pour l'existence des lacs.

Lacs Gokyo
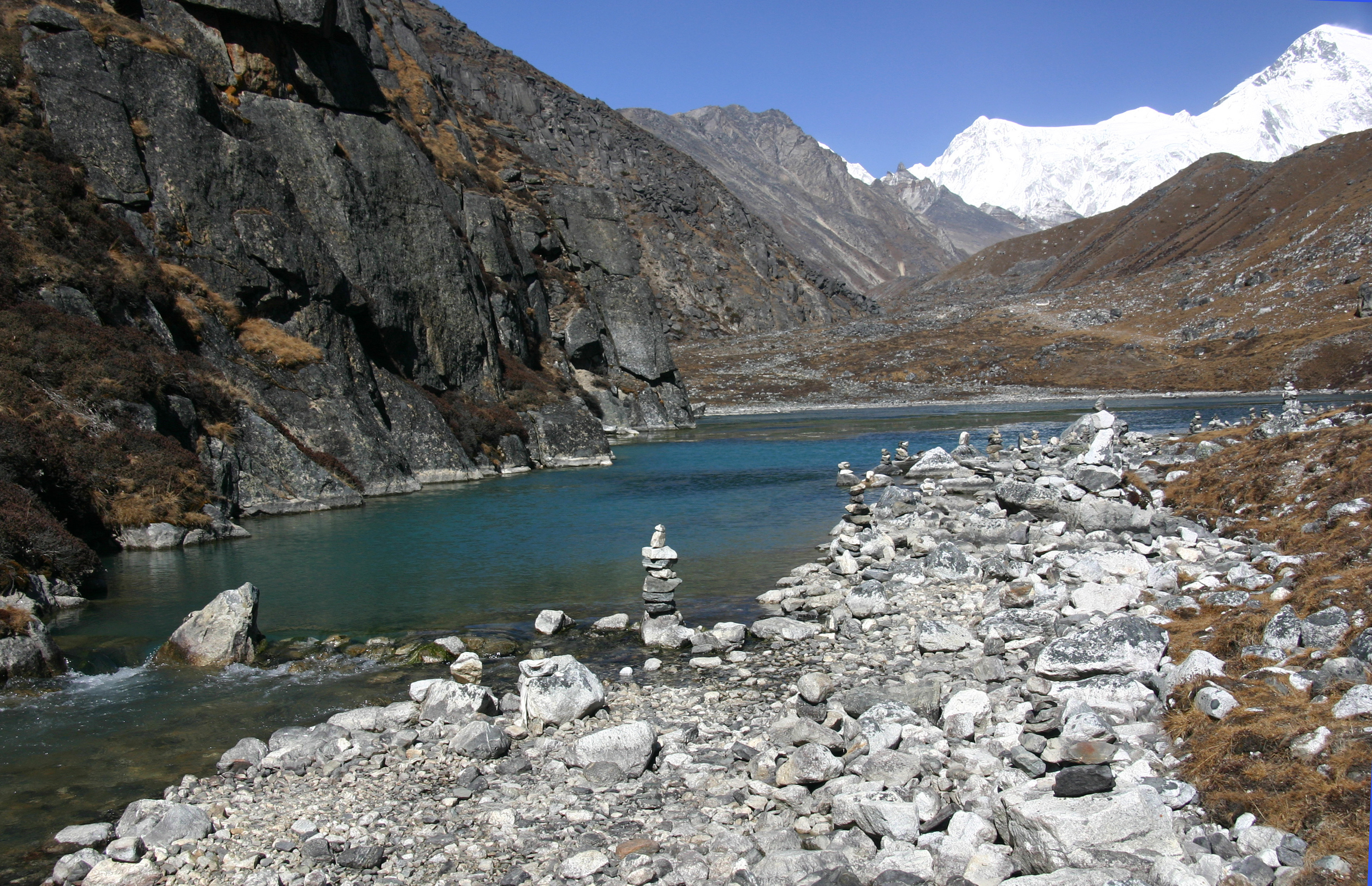
Premier lac
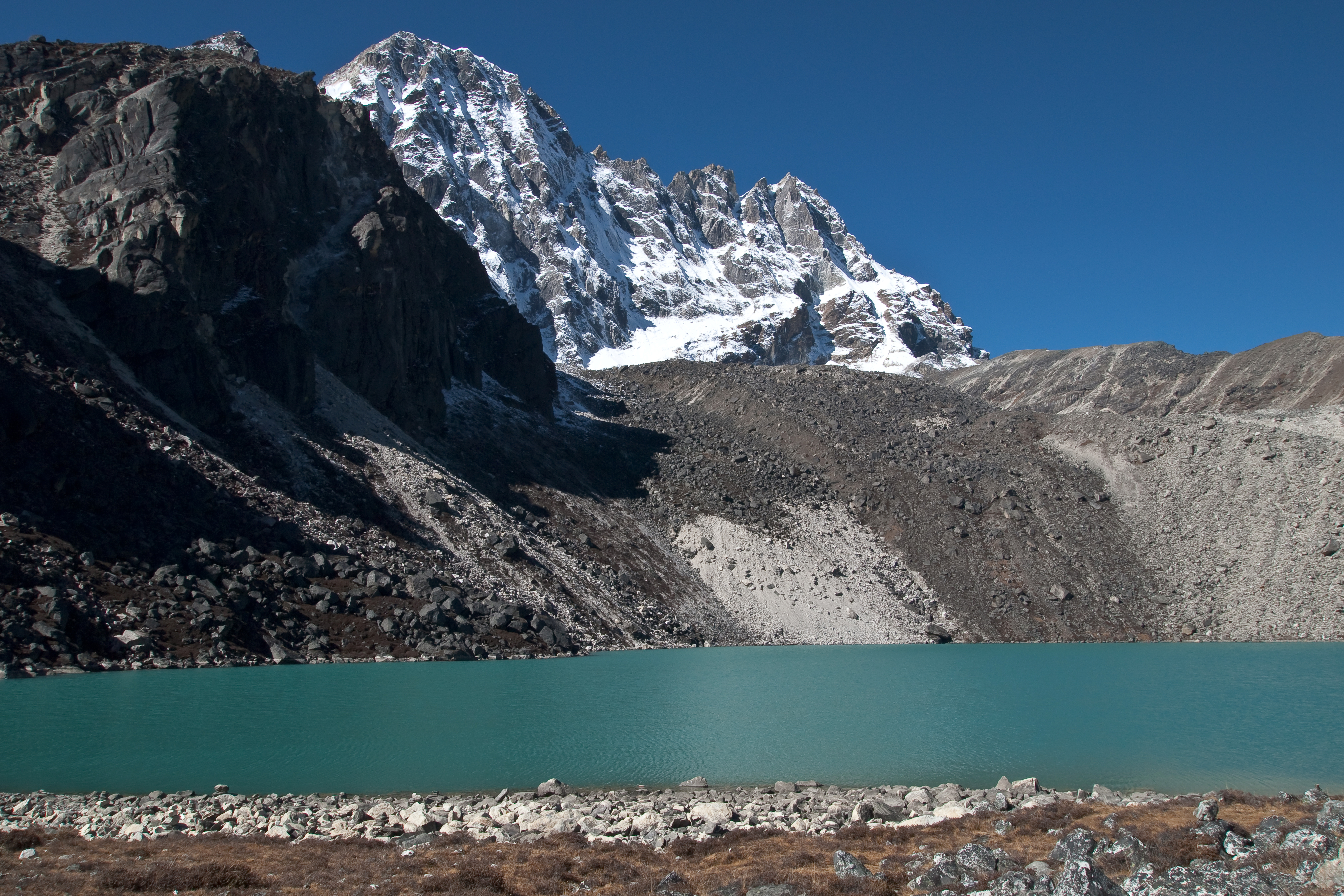
Deuxième lac
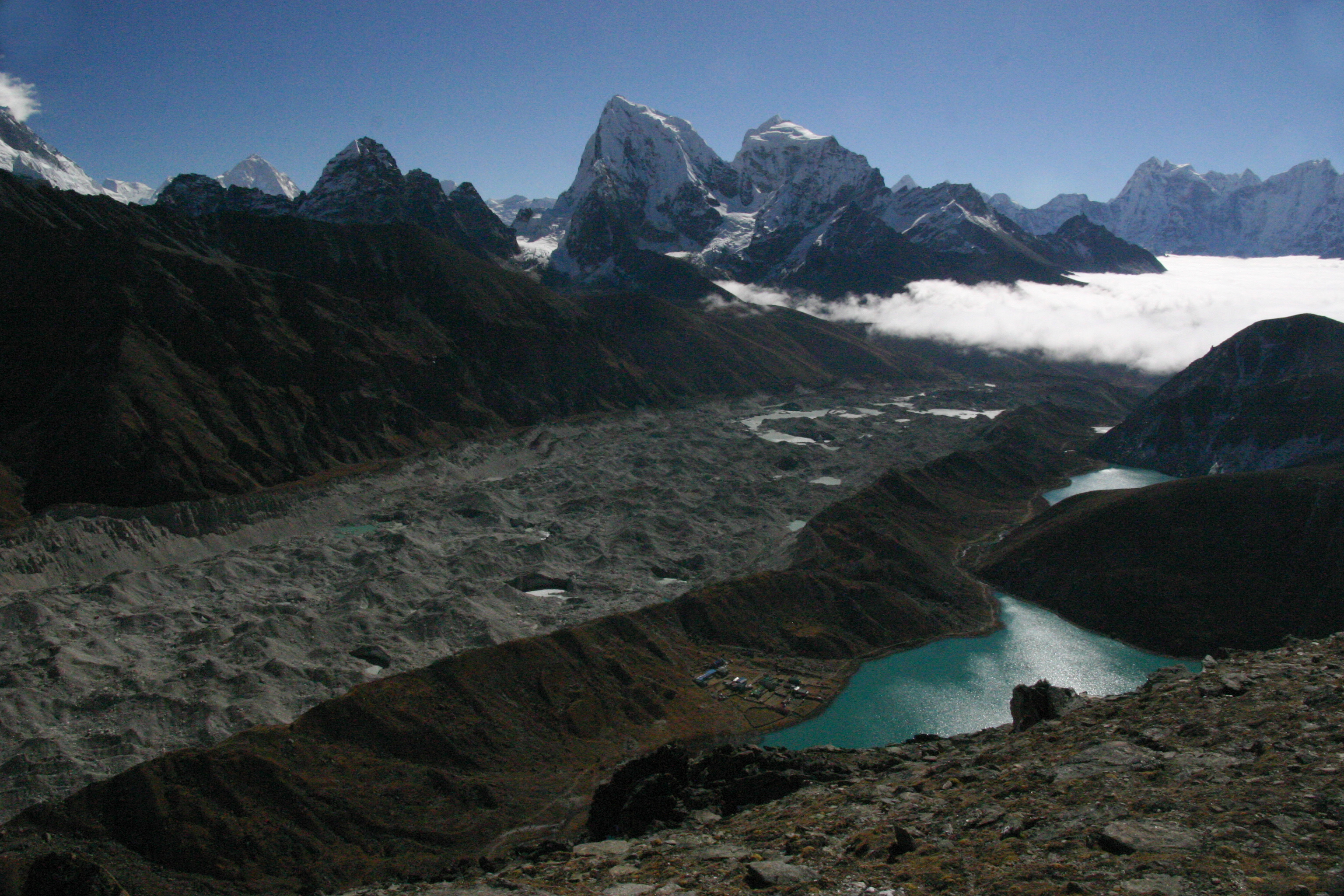
Deuxième et troisième lacs
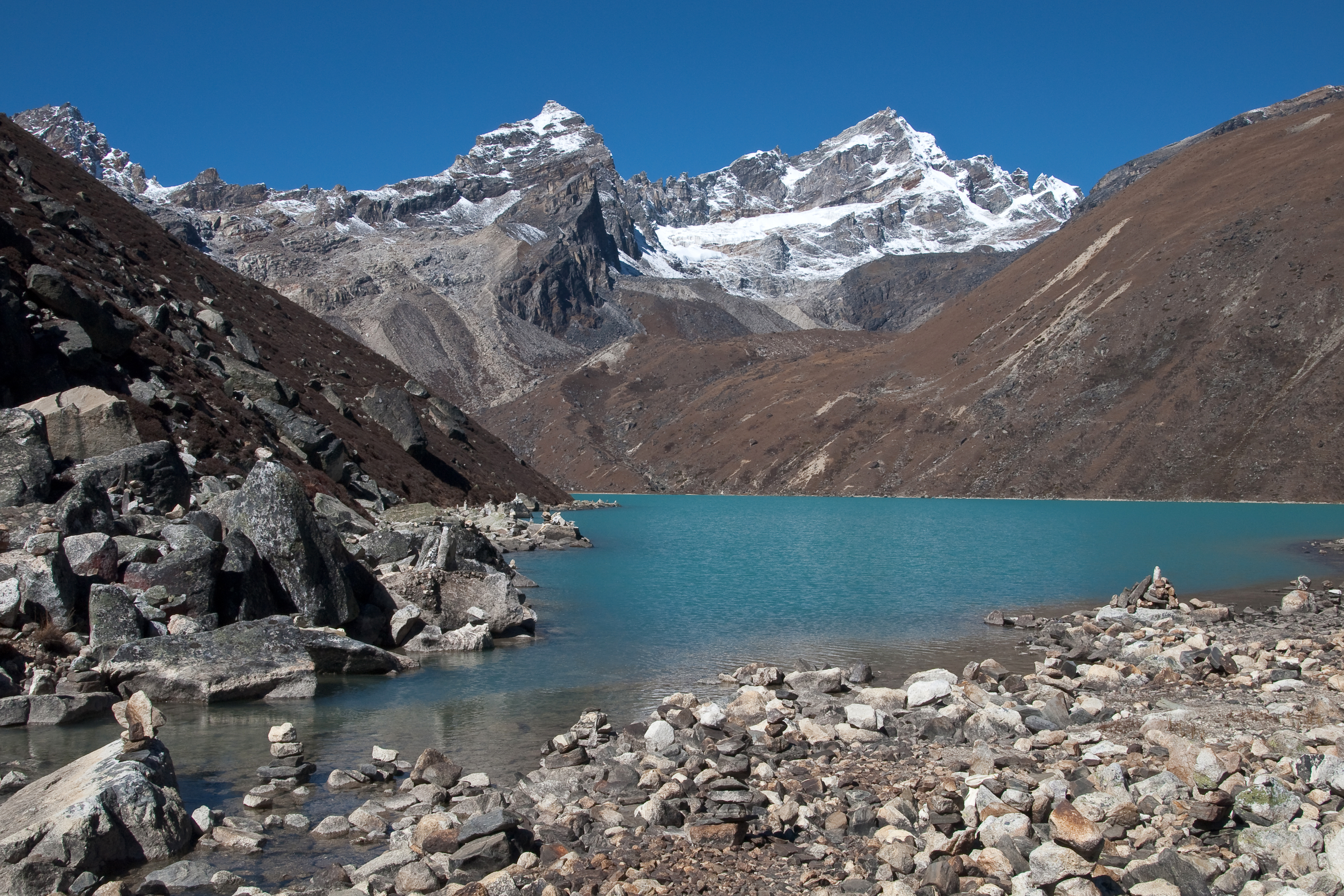
Troisième lac
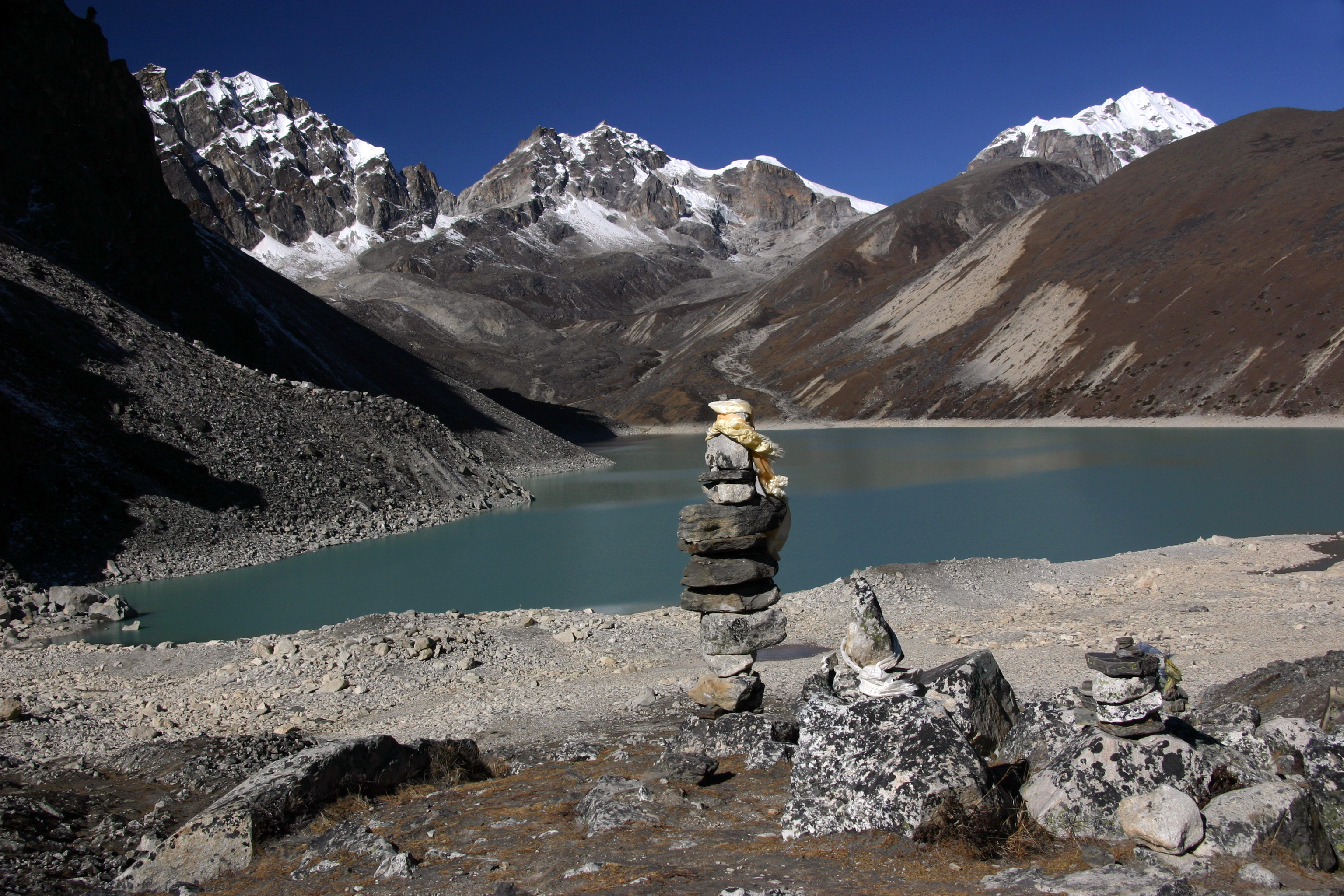
Quatrième lac
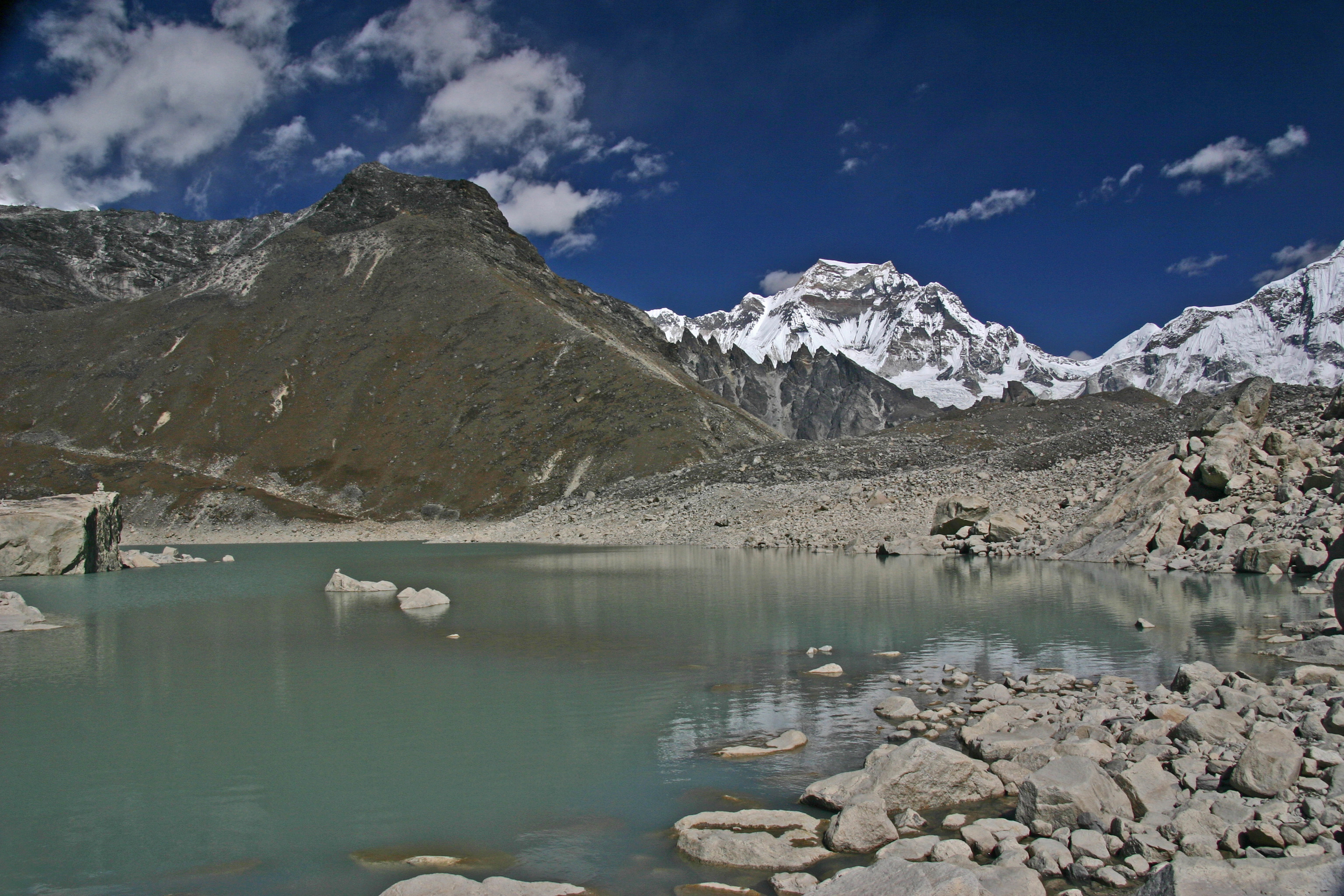
Cinquième lac